# Jesper Jensen Aabo
Jesper B. Jensen Aabo (* 30. Juli 1991 in Rødovre) ist ein dänischer Eishockeyspieler, der seit Mai 2022 beim EC KAC in der ICE Hockey League unter Vertrag steht und dort auf der Position des Verteidigers spielt.

## Karriere
Jesper Jensen Aabo begann seine Karriere als Eishockeyspieler in der Nachwuchsabteilung der Rødovre Mighty Bulls, für deren Profimannschaft er von 2007 bis 2010 in der AL-Bank Ligaen aktiv war. 2008 gewann er mit seiner Mannschaft zudem den nationalen Pokalwettbewerb. Zur Saison 2010/11 wechselte der Verteidiger zum Rögle BK aus der HockeyAllsvenskan, der zweiten schwedischen Spielklasse. Mit diesem gelang ihm 2012 der Aufstieg in die Elitserien, wo sich die Mannschaft aber nicht halten konnte. 2014 wechselte er zum SHL-Klub Färjestad BK.
Von Juni 2015 bis April 2019 stand er bei Jokerit aus der Kontinentalen Hockey-Liga unter Vertrag. Anschließend wechselte Jensen Aabo zurück nach Schweden, wo er sich den Malmö Redhawks anschloss und für diese in zwei Spieljahren 95 SHL-Spiele absolvierte. Anschließend wechselte er im Juni 2021 gemeinsam mit Patrik Hersley zu den Krefeld Pinguinen aus der Deutschen Eishockey Liga (DEL).

### International
Für Dänemark nahm Jensen Aabo im Juniorenbereich an der U18-Junioren-Weltmeisterschaft der Top-Division 2008, der U18-Junioren-Weltmeisterschaft der Division I 2009 sowie den U20-Junioren-Weltmeisterschaften der Division I 2010, als er als bester Torschütze und Scorer unter den Verteidigern auch zum besten Spieler seiner Mannschaft gewählt wurde, und 2011, als er erneut zum besten Spieler seiner Mannschaft und zudem zum besten Abwehrspieler des Turniers gewählt wurde, teil.
Im Seniorenbereich stand er bei den Weltmeisterschaften 2011, 2012, 2013, 2014, 2015, 2016, 2017, 2018, 2019 und 2021 im Aufgebot seines Landes.

## Erfolge und Auszeichnungen
- 2008 Dänischer Pokalsieger mit den Rødovre Mighty Bulls
- 2012 Aufstieg in die Elitserien mit Rögle BK

### International
- 2011 Aufstieg in die Top-Division bei der U20-Junioren-Weltmeisterschaft der Division I, Gruppe B
- 2011 Bester Verteidiger der U20-Junioren-Weltmeisterschaft der Division I, Gruppe B

## Statistik
(Stand: Ende der Saison 2020/21)